# Diriá (Nicaragua)
Diriá è un comune del Nicaragua facente parte del dipartimento di Granada.